# Predrag Stojaković

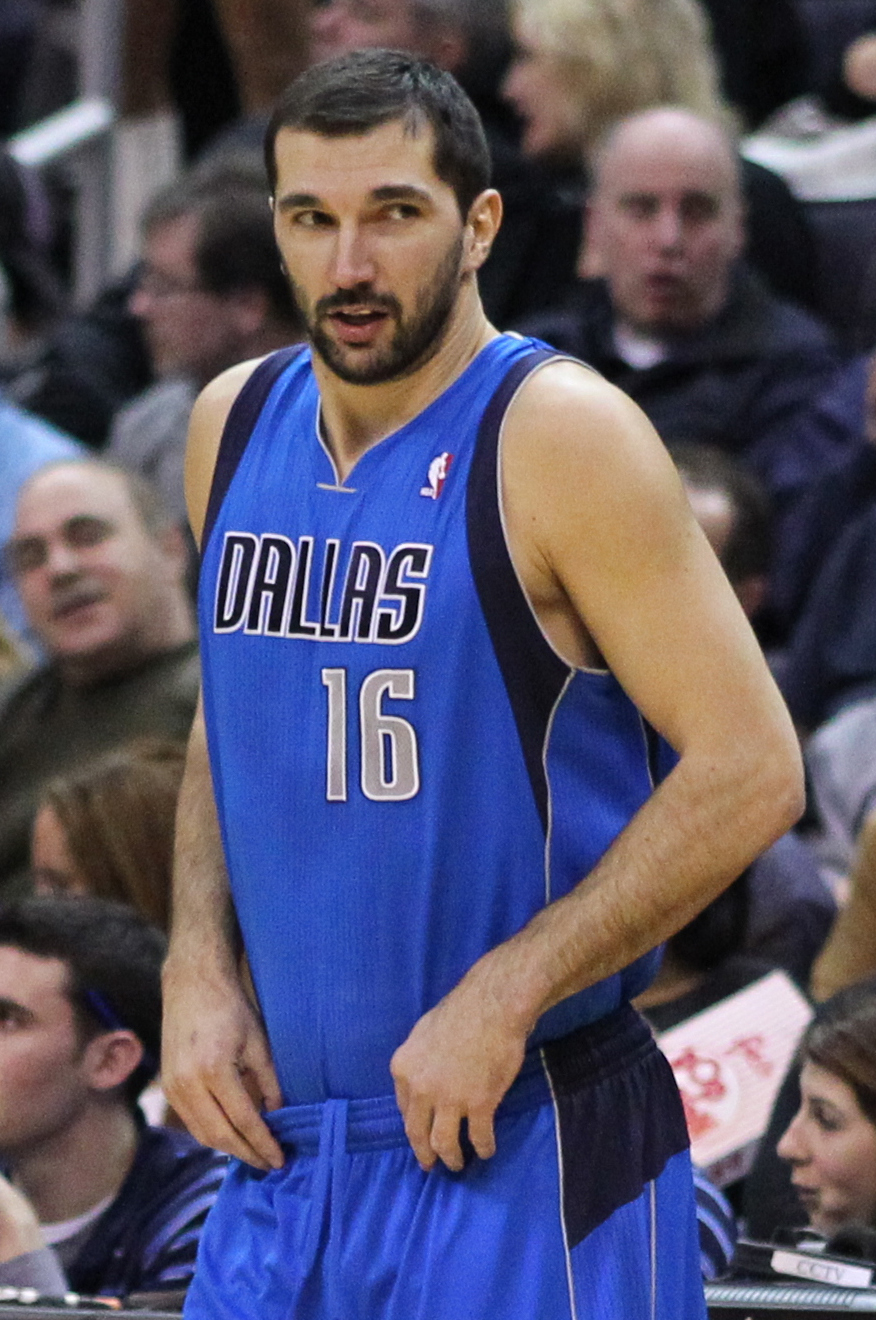
Predrag Stojaković under en match för Dallas Mavericks 2011

Predrag "Peja" Stojaković, Предраг "Пеђа" Стојаковић, född 9 juni 1977 i Požega i dåvarande Jugoslavien, är en serbisk och Grekiska före detta basketspelare, som avslutade sin karriär 2011. Hans spelade sin sista match Dallas Mavericks i NBA.
Predrag Stojaković innehar New Orleans Hornets lagrekord för flest satta trepoängsskott i en match, med 10 stycken. Stojaković vann Three-Point Shootout under All-Star-veckan två gånger, 2003 och 2004.